# Hermann Blohm
Adolph Hermann Blohm (Lübeck, 23 de junho de 1848 – Hamburgo, 12 de março de 1930) foi um engenheiro alemão, cofundador do estaleiro Blohm + Voss.

## Origem
Hermann Blohm nasceu em Lübeck, filho mais novo do comerciante Georg Blohm, que enriqueceu no comércio com o Caribe e Venezuela. O prefeito de Lübeck, Georg Blohm foi seu bisavô. Já cedo manifestou o desejo de construir navios a vapor de ferro em estilo inglês.

## Carreira
Começou sua carreira profissional como aprendiz na Firma Kollmann und Scheteling Maschinenfabrik (Lübecker Maschinenbau Gesellschaft). Após o treinamento foi para o estaleiro C. Waltjen & Co. em Bremen, a fim de aprofundar seus conhecimentos técnicos e práticos. Estudou na Polytechnische Schule Hannover, no Instituto Federal de Tecnologia de Zurique e no Königlich-Preußischen Gewerbeinstitut, concluindo com o exame em 1872.

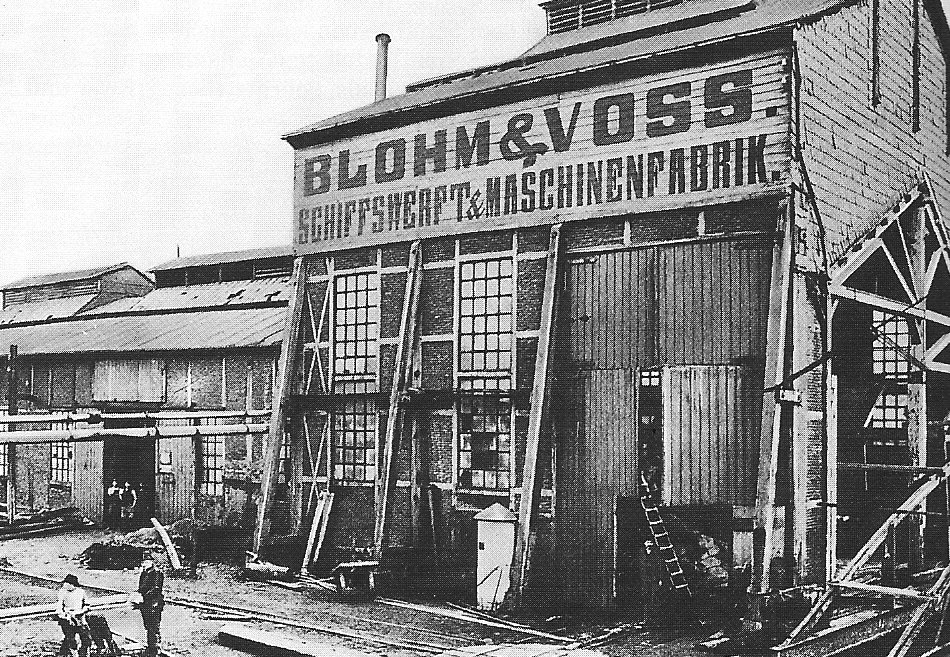

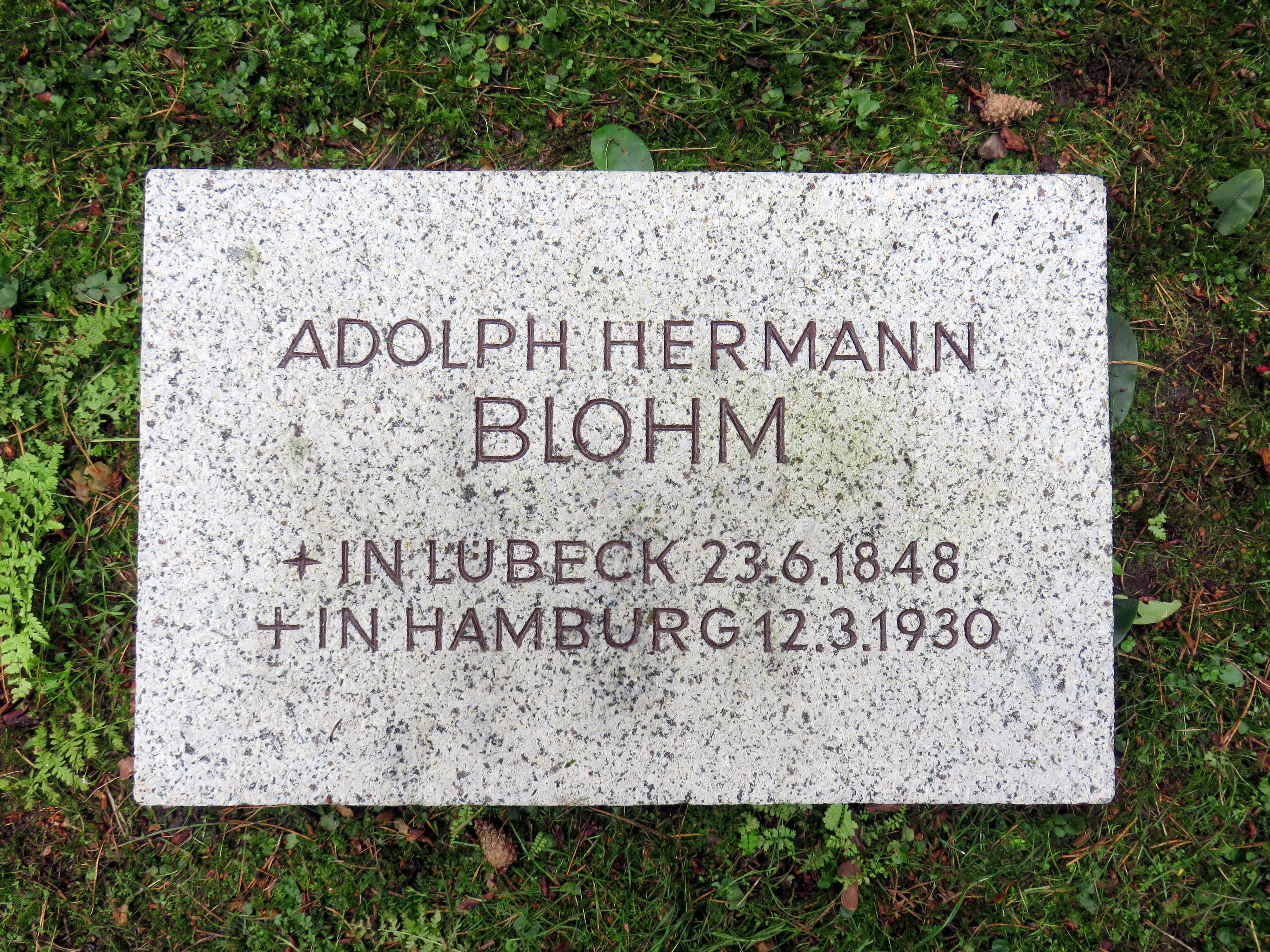
Placa sepulcral no Cemitério de Ohlsdorf

Após esse período trabalhou por curto tempo (1872-1873) como engenheiro no estaleiro Tischbein em Rostock e no Reiherstiegwerft em Hamburgo. Em 1873 foi para a Inglaterra para completar seu conhecimento como engenheiro de construção naval em vários escritórios de engenharia e estaleiros. Retornou a Lübeck em 1876, com a intenção de fundar um estaleiro para navios a vapor de ferro no rio Trave. Na sua opinião, engenharia mecânica e construção naval caminham juntas. Portanto, buscou cooperação com sua antiga empresa de treinamento, Lübecker Maschinenbau Gesellschaft (LMG). Porém um acordo com os principais acionistas da LMG não aconteceu. Também as autoridades de Lübeck não foram muito complacentes. Por esta razão Hermann Blohm foi para Hamburgo, onde conheceu pouco tempo depois Ernst Voss.
Com ele fundou em 1877, com a ajuda de um empréstimo de seu cético pai George Blohm, de mais de 500 mil Goldmark, a empresa mundial Blohm + Voss, que construiu primeiro navios e depois também aviões, em especial hidroaviões, que estavam à frente de seu tempo. O primeiro pedido de Hamburgo foi construído para a companhia de navegação F. Laeisz, o barco Parsifal, um Flying P-Liner entregue em 1882.
Blohm participou da conferência no Hotel Streit em Hamburgo, em 29 de dezembro de 1884. Os representantes de oito estaleiros alemães presentes fundaram a "Verein deutscher Schiffswerften e. V." (atual Verband für Schiffbau und Meerestechnik - VSM), que entraram na história da construção naval alemã. Doze empresas e sociedades assinaram uma petição relativa à construção de navios e motores a vapor marítimos em estaleiros domésticos com referência à submissão de subsídios para linhas de navios a vapor no Reichstag.
Eram navios e aviões civis, mas também militares, na esteira do rearmamento após a Primeira Guerra Mundial. Ao mesmo tempo, como principal representante de várias associações patronais e industriais, Hermann Blohm era um inexorável adversário do movimento operário.
Recebeu a Medalha Grashof de 1907 da Verein Deutscher Ingenieure.
Hermann Blohm foi sepultado no túmulo de sua família no Cemitério de Ohlsdorf, quadra Q 25.